# سیارک ۱۶۵۶
سیارک ۱۶۵۶ (به انگلیسی: 1656 Suomi، نامگذاری:1942EC) هزار و ششصد و پنجاه و ششمین سیارک کشف شده‌است که در ۱۱ مارس ۱۹۴۲ کشف شد.
قدر مطلق سیارک برابر ۱۳٫۱۶ است.